# Čierna Voda
Čierna Voda (Hongaars: Feketenyék) is een Slowaakse gemeente in de regio Trnava, en maakt deel uit van het district Galanta.
Čierna Voda telt 1.448 inwoners.
Tijdens de volkstelling van 2011 waren er 1397 inwoners waaronder 1219 Hongaren en 159 Slowaken.